# 牧村朝子
牧村 朝子（まきむら あさこ、1987年（昭和62年）6月24日 - ）は、日本のタレント、文筆家。愛称は「まきむぅ」。神奈川県大和市出身。レズビアンであることを公表している。

## 来歴
2009年より、スタジオスマート他で撮影会モデルとして活動。オフィス彩に所属しタレントとしての活動を始める。
2012年1月、関西テレビの『千原芸能社』にレギュラー出演。
2012年6月、フランス人女性とPACS契約を結び、活動の拠点をフランスへ移した後、フランスでの同性婚法制化を受けて、2013年9月21日にフランスの法律に基づいて結婚した。
2015年10月、日本でタレント・文筆家として活動していくため、パートナーとともに日本へ転居した。
2017年3月、オフィス彩より独立。また、「脱婚」を、パートナーとの連名で公表した。

## 人物
- 将来の夢は「幸せそうな女の子カップルに“レズビアンって何？”って言われること」。
- ロシア人の血を1/8持つ混血である。
- 楽器店の販売員をしていたことがある。
- 『バンドル』出演時に作詞作曲を担当した。
- 「牧村」は芸名で推理小説の刑事の名前に由来する。
- 元妻であるフランス人女性のモリガとは東京のパーティで出会った。

## 主な芸歴

### テレビ
- 関西テレビ「千原芸能社」レギュラー
- スカパー！エンタ371ch「バンドル」レギュラー

### 雑誌・新聞
- 週刊文春2017年1月26日号「この人のスケジュール表」
- すばる2016年8月号　特集「LGBT――海の向こうから」インタビュー掲載
- 週刊女性2015年5月27日号　特集「LGBT入門」
- 季刊誌WWD JAPAN 2015年夏号LGBT特集
- フランスのメディア「Jeanne Magazine」にて見開き3ページのインタビュー、日本の同性愛事情について紹介
- 神奈川新聞2015年1月6日号／7日号にて、上下編インタビュー「私を生きる　レズビアンのタレント・牧村朝子さん」連載
- 「Tokyo Graffiti」2014年12月号特集「恋愛自由形」
- 読売新聞国際版2014年10月7日号「人　世界が舞台」
- 光文社「女性自身」2014年9月16日号特集「同性婚　自信と愛」
- 韓国の週刊誌「ハンギョレ21」
- 毎日小学生新聞2013年9月21日号「エンタメアワー　おもしろインタビュー」
- 「AERA 2012年9月10日号」インタビュー掲載
- 「レズビアン＆クィアカルチャーマガジンTokyo Wrestling」インタビュー掲載
- フォトテクニックデジタル 2011年8月号
- VIP STYLE 2012年3月号
- スポーツニッポン 2010年1月19日号・22日号
- 週刊アスキー 2012年4月23日発売号
- AERA 2012年9月10日号

### ラジオ
- FMやまと「夕なびプラス！」木曜パーソナリティ（2016年4月-2017年3月）

### 映画
- 劇場公開映画「自縄自縛の私」
- 劇場公開映画「IKARIDA」三上詠子役
- 自主制作映画「午前三時、三人と一枚」主演・ミホ役
- 自主制作映画「あゆみ」（早稲田ニューシネマワークショップ）亜紀役

### 舞台
- 「エイト・ハンドレッド・ロング」絵理役

### DVD
- 「勝手CM」節電編

### アプリ・電子書籍
- iPhoneアプリ「面接官のホンネ！」就活生役
- 電子書籍「さんぽガール 参宮橋編 牧村朝子さん」
- 電子書籍「トポロジー Side:A」逢沢さくら役
- iPhone/Androidアプリ「美人天気」ポニーテール部モード
- Amebaアプリ「東京ガールズスナップ」

### WEB
- 「ポニーテール部」モデル
- 「カーセンサー.net」モデル
- 「月刊モバイルアクトレス」モデル
- 「フォトグラ」モデル
- 「Tokyo Wrestling」インタビュー掲載
- 「Ugaya Journalism school」インタビュー掲載
- 「DJウーカルの水曜ウェンズデー」(ニコニコ生放送、提供：Z会)ゲスト出演

## 主な執筆歴

### 単著
- 『百合のリアル　増補版』（小学館、2017年1月13日）Jp-e 09D038240000d0000000
- 『ゲイカップルに萌えたら迷惑ですか？——聞きたい! けど聞けない! LGBTsのこと——』（イースト新書Q、2016年11月8日）ISBN 978-4781680248
- 『同性愛は「病気」なの？ 僕たちを振り分けた世界の「同性愛診断法」クロニクル』（星海社新書、2016年1月26日）ISBN 978-4061385801
- 『百合のリアル』（星海社新書、2013年11月26日）ISBN 978-4061385429 星海社ジセダイエディターズ新人賞受賞

### 共著
- 『同居人の美少女がレズビアンだった件。』（イースト・プレス、2014年9月14日）著：小池みき、監修：牧村朝子 ISBN 978-4781612492Tokyo SuperStar Awards 2014カルチャー賞受賞
- 『まんがで綴る百合な日々』（学研マーケティング、2015年4月7日）著：ネギたぬ、対談・帯文：牧村朝子 ISBN 978-4054062023

### 連載
- [毎日小学生新聞]「まきむぅのボーダーライン」
- LGBTポータルサイト2CHOPO 「まきむぅの虹色NEWSサテライト」
- ウートピ「まきむぅと考える『セクシュアル・マイノリティーズ』との付き合い方 LGBTsさんといっしょ。」
- cakes「女と結婚した女だけど質問ある？」
- cakes「ルネおじいちゃんと世界大戦」
- 星海社「ジセダイセレクションズ」
- タウンワークマガジン「20のバイトを渡り歩いた女の、体当たりバイト体験談」
- messy「まんこカスタマイズAtoZ」

### 寄稿
- 母の友2017年2月号　特集「LGBT　自分の性をいきる！」童話「ロラウェイ・ロラ・リンクのおはなし」
- ユリイカ2014年12月号「特集・百合文化の現在」エッセイ「百合レズ論争戦絵巻」
- ELLE Japon 2014年5月号「ガールズ・ラブが気になる！女が女を愛する時」エッセイ「同性を愛するという選択」
- 現代思想2015年10月号「特集・LGBT2015」エッセイ「拝啓　LGBTという概念さんへ」
- WEBサイト「OKGuide」記事執筆、「ミス日本式美容法」ほか特集ページ企画